# Amor real
Amor real este o  telenovelă mexicană de epocă, produsă de Carla Estrada pentru Televisa, din 2003. Îi are ca protagoniști pe Adela Noriega, Fernando Colunga și Mauricio Islas. Este o readaptare a telenovelei mexicană din 1983 intitulată Bodas de odio, creație originală a  Caridad Bravo Adams.
În România, telenovela a fost transmisă de Acasă TV.

## Distribuție
| Rolul                                          | Actorul             |
| ---------------------------------------------- | ------------------- |
| Matilde Peñalver y Beristain de Fuentes Guerra | Adela Noriega       |
| Manuel Fuentes Guerra                          | Fernando Colunga    |
| Adolfo Solís                                   | Mauricio Islas      |
| Augusta Curiel Peñalver                        | Helena Rojo         |
| Humberto Peñalver                              | Ernesto Laguardia   |
| Rosario Aranda                                 | Ana Martín          |
| Josefina de Icaza                              | Mariana Levy        |
| Antonia Morales                                | Chantal Andere      |
| Urbano de las Casas                            | Mauricio Herrera    |
| Prudencia Curiel                               | Ana Bertha Espín    |
| Amadeo Corona                                  | Rafael Rojas        |
| Renato Piquet                                  | Mario Iván Martínez |
| Jana de La Corcuera                            | Leticia Calderón    |
| Hilario Peñalver                               | Ricardo Blume       |
| Marianne Bernier/ Marie de La Roquette         | Maya Mishalska      |
| Juana Domínguez                                | Yolanda Mérida      |
| Sixto Valdez                                   | Oscar Bonfiglio     |
| Yves Santibáñez de La Roquette                 | Harry Geithner      |
| Catalina Heredia                               | Kika Edgar          |
| Pilar Piquet                                   | Ingrid Martz        |
| Damiana García                                 | Beatriz Sheridan    |
| Delfino Pérez                                  | Adalberto Parra     |
| Silvano Arzola                                 | Héctor Saez         |
| Ramón Marquez                                  | Carlos Cámara       |